# Rose Stackpole
Amber „Rose“ Kelsey Stackpole (* 25. Mai 1995 in Auckland) ist eine australische Synchronschwimmerin, die an den Olympischen Sommerspielen 2016 in Rio de Janeiro teilnahm.

## Karriere

### Olympische Spiele
Bei den Olympischen Sommerspielen 2016 in Rio de Janeiro gehörte Rose Stackpole zum australischen Aufgebot im Duett- und Mannschaftswettkampf. Im Duett mit ihrer Partnerin Nikita Pablo absolvierte sie den Wettkampf der vom 14. bis 16. August 2016 stattfand. Mit einer Gesamtwertung von 148,4027 Punkten belegte sie den 24. Platz von 24 gestarteten Teilnehmerinnen und schied in der Qualifikation zur Finalrunde vorzeitig aus.
Den olympischen Mannschaftswettkampf absolvierte sie zusammen mit ihren Mannschaftskameradinnen Bianca Hammett, Danielle Kettlewell, Emily Rogers, Cristina Sheehan, Nikita Pablo, Amie Thompson, Deborah Tsai und Hannah Cross am 18. und 19. August 2016 im Parque Aquático Maria Lenk und belegte den 8. Platz von acht teilnehmenden Mannschaften mit einer Gesamtwertung von 149,500 Punkten.